# Partito Ba'th Sudanese
Il Partito Ba'th Sudanese in (arabo: حزب البعث السوداني,Hizb al-Ba'ath al-Sudani) è un Partito politico attivo in Sudan. Il partito è nato da una scissione dal pro-iracheno Partito Ba'th Socialista Arabo Sudanese nel 2002. Un'altra fazione, guidata da Kamal Bolad è rimasta nel Partito Panarabo.